# 格列布·加尔佩林
格列布·加尔佩林（Gleb Galperin，1985年5月25日—），俄罗斯跳水运动员。曾参加2004年、2008年和2012年三届奥林匹克运动会，其中在2008年北京奥运收获两枚铜牌。